# Norman Baldwin Brading
Norman Baldwin Brading, britanski general, * 1896, † 1990.